# Libuše Šafránková
Libuše Šafránková (Brno, 7. lipnja 1953. – Prag, 9. lipnja 2021.) bila je češka glumica. Odrasla je u Šlapanicama. Godine 1971. je završila je dramaturgiju na odjelu konzervatorija u Brnu. Godine 1972. pridružila se klubu glumaca u Pragu.
Jednu od svojih prvih uloga glumila je u filmskoj verziji djela "Babička" (baka) od Božene Němcove. Međunarodno se proslavila ulogom u bajci Tri oraha za pepeljugu iz 1973.
Bila je u braku s glumcem Josef Abrhámom.

## Filmografja (izbor)
- 1971.: Babička
- 1972.: Rodeo
- 1973.: Bakaláři – První pohled (TV)
- 1973.: Přijela k nám pouť
- 1973.: Tři oříšky pro Popelku
- 1974.: Jak utopit doktora Mráčka
- 1975.: Sarajevský atentát
- 1975.: Můj brácha má prima bráchu
- 1975.: Vivat Benovsky
- 1976.: Malá mořská víla
- 1976.: Paleta lásky
- 1976.: O Terezce a paní Madam (TV)
- 1978.: Brácha za všechny peníze
- 1978.: Princ a Večernice
- 1979.: Jak je důležité míti Filipa
- 1980.: Vrchní, prchni! (Lauf, Ober, lauf!)
- 1980.: Triptych o láske (TV)
- 1981.: Křtiny
- 1982.: Sůl nad zlato
- 1982.: Třetí princ
- 1982.: Svatební cesta do Jiljí
- 1983.: Jára Cimrman, ležící, spící
- 1983.: Slavnosti sněženek
- 1985.: Vesničko má, středisková (Selo moje malo)
- 1986.: Zlá krev
- 1987.: Zuřivý reportér
- 1988.: Cirkus Humberto (Zirkus Humberto)
- 1989.: Člověk proti zkáze (TV)
- 1989.: El mar es azul (Moře je modré)
- 1991.: Žebrácká opera
- 1991.: Obecná škola
- 1992.: Náhrdelník (TV)
- 1993.: Nesmrtelná teta
- 1996.: Kolja (Kolya)
- 1997.: Báječná léta pod psa
- 1997.: Dr. Munory a jiní lidé (TV)
- 1999.: Všichni moji blízcí
- 1999.: Návrat ztraceného ráje
- 2001.: Elixír a Halíbela (TV)
- 2001.: Četnické humoresky
- 2003.: Stará láska nerezaví (TV)

## Vanjske poveznice
- (engl.) Libuše Šafránková u internetskoj bazi filmova IMDb-a
- (njem.) Web stranica obožavatelja  Arhivirana inačica izvorne stranice od 25. studenoga 2011. (Wayback Machine)